# Mutamba Makenga
Mutamba Makenga (ur. 17 listopada 1975) – kongijski piłkarz grający na pozycji obrońcy.

## Kariera klubowa
W swojej karierze piłkarskiej Makenga grał w klubie AC Sodigraf z Kinszasy.

## Kariera reprezentacyjna
W 1998 roku Makenga został powołany do reprezentacji Demokratycznej Republiki Konga na Puchar Narodów Afryki 1998. Rozegrał na nim trzy mecze: z Ghaną (1:0), ćwierćfinałowy z Kamerunem (1:0) i półfinałowy z Republiką Południowej Afryki (1:2). Z Demokratyczną Republiką Konga zajął 3. miejsce w tym turnieju.